# Kontrollratsgesetz Nr. 34
Das Kontrollratsgesetz Nr. 34 war ein vom Alliierten Kontrollrat am 20. August 1946 verabschiedetes Gesetz für das besetzte Deutschland. Das Gesetz regelte die Auflösung der Wehrmacht.

## Hintergrund
Obwohl die Deutsche Wehrmacht am 8./9. Mai 1945 nach der bedingungslosen Kapitulation (VE-Day) die Kampfhandlungen eingestellt hatte, bestand die Organisation auf dem Papier weiter. Dienststellen wie die Admirale der norwegischen West-, Nord- und Polarküsten blieben bis Herbst 1945 aktiv, um die Rückführung deutscher Besatzungstruppen nach Deutschland zu überwachen und einige Einheiten der deutschen Feldgendarmerie, Nachrichtentruppen und (Eisenbahn-)Pionieren für den Wiederaufbau von Fernmeldeverbindungen und Brücken sowie zerstörten Bahnstrecken wurden von den Alliierten (deren Präsenz in Deutschland jetzt vom Alliierten Kontrollrat als oberste Besatzungsbehörde geleitet wurde) weiter verwendet, um das Besatzungsrecht durchzusetzen. Als die Nützlichkeit dieser Restposten der Wehrmacht abnahm und der zivile Druck in den alliierten Heimatländern auf eine Abrechnung mit den Institutionen des Dritten Reiches stieg, wurden die Auflösung und Neugründungsverbot der Wehrmacht ein drängenderes Problem.
Zwar hatten die Alliierten schon vorher rhetorisch gegen den „deutschen Militarismus“ polemisiert (so etwa der Oberbefehlshaber und spätere US-Präsident Dwight D. Eisenhower während einer Pressekonferenz im Pentagon im Juni 1945),:97 doch wurden diese Bestrebungen bis 1946 nur begrenzt gesetzlich konkretisiert.:55 Am 30. November 1945 war durch Gesetz Nr. 8 die militärische Ausbildung verboten worden; Gesetz Nr. 23 am 10. April 1946 war zudem ein Verbot der Errichtung militärischer Bauten.

## Inhalt
Der Volltext des Kontrollratsgesetzes Nr. 34 war wie folgt:
Artikel I. Die deutschen Kriegsämter: das Oberkommando der Wehrmacht (OKW), das Oberkommando des Heeres (OKH), das Reichsluftfahrtministerium (RLM) und das Oberkommando der Kriegsmarine (OKM), alle deutschen Streitkräfte zu Lande, zur See und in der Luft, mit allen ihren Gliederungen, Stäben und Einrichtungen, einschließlich des Generalstabes, des Offizierskorps, der Reservekorps, der Militärschulen, der Organisationen ehemaliger Kriegsteilnehmer und aller anderen militärischen und militärähnlichen Organisationen sowie aller Vereine und Vereinigungen, die der Aufrechterhaltung der militärischen Tradition in Deutschland dienen, werden hiermit als aufgelöst und völlig liquidiert betrachtet und für ungesetzlich erklärt.
Artikel II. Die Aufrechterhaltung, Bildung und Wiedererrichtung irgendeiner der in Artikel 1 aufgezählten Dienststellen oder Organisationen, gleichgültig unter welcher Bezeichnung und in welcher Form, sowie die zukünftige Übernahme aller oder einzelner Funktionen dieser Dienststellen oder Organisationen durch andere Dienststellen werden verboten und für gesetzwidrig erklärt.
Artikel III. Sämtliche die Organisation der Wehrmacht und der militärähnlichen Verbände betreffenden gesetzlichen Vorschriften sowie alle Gesetze, Befehle, Dienstanweisungen, Erlasse, Anordnungen und Verordnungen, das Militärstrafgesetzbuch und die Militärstrafgerichtsordnung und sonstige gesetzliche Bestimmungen über Militärdienst, die Registrierung der Militärdienstpflichtigen, die Ausbildung, die Verwaltung, die Disziplinargewalt, die Uniformen, die Auszeichnungen, die rechtliche und wirtschaftliche Stellung und die Vorrechte von Angehörigen oder ehemaligen Angehörigen der Wehrmacht, von Mitgliedern militärähnlicher Organisationen und deren Familien werden hiermit aufgehoben.
Artikel IV. Das gesamte Vermögen jeglicher Art, das den in Artikel 1 dieses Gesetzes aufgezählten Organisationen gehört, unterliegt auf Befehl des Zonenbefehlshabers der Einziehung.
Artikel V. Wer irgend eine Bestimmung dieses Gesetzes verletzt oder zu verletzen versucht, setzt sich strafrechtlicher Verfolgung durch ein Gericht der Militärregierung aus und denjenigen Strafen, einschließlich der Todesstrafe, welche das Gericht verhängt.

## Nachspiel

### Kulturelle Auswirkungen
Das Kontrollratsgesetz Nr. 34 wurde von den deutschen Kriegsveteranen in den alliierten Besatzungszonen mit Empörung und Verzweiflung aufgenommen, da Artikel III die rechtliche Sonderstellung sowie die Staatshilfen für Veteranen oder die Hinterbliebenen gefallener Soldaten verbot. Für die Zivilbevölkerung insgesamt war die Auflösung der Wehrmacht ein zumindest teilweise positiver Schritt, da die Wehrmacht als Hauptschuldige des vergangenen Krieges für das Leid der deutschen Zivilbevölkerung als mitverantwortlich gesehen wurde. Nichtsdestotrotz war die deutsche Zivilbevölkerung von anderen Bestrafungshandlungen der Alliierten, wie der Abrüstung von Industriezentren, beleidigt.:25
Für die neu gegründeten demokratischen Parteien (CDU, FDP, SPD) war das Gesetz Nr. 34 bei der Rekrutierung ehemaliger Wehrmachtssoldaten hilfreich, da das Gesetz zu einer politischen Mobilisierung der Veteranen gegen die Alliierten führte.:87 Das politische Potenzial der ehemaligen Berufsoffiziere zeigte sich 1949, als es zu einer von den Veteranen organisierten breiten gesellschaftlichen Solidarisierung mit dem von den britischen Besatzungsbehörden angeklagten Wehrmachtsgeneral Erich von Manstein kam.:56 Konrad Adenauer bekannte sich 1949 nach der Verabschiedung des Grundgesetzes in einer Ehrenerklärung zu den Kriegsveteranen und versprach ihnen entgegen dem Gesetz Nr. 34 die Sicherheit ihrer Pensionsbezüge.:288f.

### Außerkraftsetzung
Das Kontrollratsgesetz Nr. 34 wurde 1949 in der neu gegründeten Bundesrepublik Deutschland durch Art. 2, Gesetz Nr. 16 („Ausschaltung des Militarismus“) der Alliierten Hohen Kommission am 16. Dezember 1949 außer Kraft gesetzt. In der DDR blieb das Gesetz formell bis zum 20. September 1955 in Kraft, als es durch Beschluss eines Ministerrats der Sowjetunion („Über die Auflösung der Hohen Kommission der Sowjetunion in Deutschland“) außer Kraft gesetzt wurde.
Beide deutschen Staaten begannen in den frühen 1950er-Jahren mit geheimen Wiederbewaffnungsplänen (BRD: Amt Blank, DDR: Kasernierte Volkspolizei) und begründeten im Jahr 1955 bzw. im Jahr 1956 jeweils die westdeutsche Bundeswehr und die ostdeutsche Nationale Volksarmee. Im Jahr 1955 war die Bundesrepublik der NATO (gegründet 1949) beigetreten, während die DDR Mitglied der neu gegründeten Warschauer Vertragsorganisation („Warschauer Pakt“) wurde.